# Punt e Mes
 (19 aout 2025).
Punt e Mes est un vermouth doux-amer italien né en 1870 dans l'établissement turinois de Carpano, fondée en 1786 par Antonio Benedetto Carpano, herboriste, inventeur des Vermouths. La société Branca a acquit Carpano en 2001.

## Dénomination
Punt e Mes est une expression dialectale signifiant un point et demi. La légende veut qu'un courtier de la bourse de Turin ait commandé un mélange 1 de douceur et 1/2 d’amertume (Punto di Vermouth e mezzo di amaro). Punt e Mes est une marque qui ne peut être librement utilisée, même si Carpano n'en avait pas la propriété industrielle (Cass. Turin 27 février 1920).

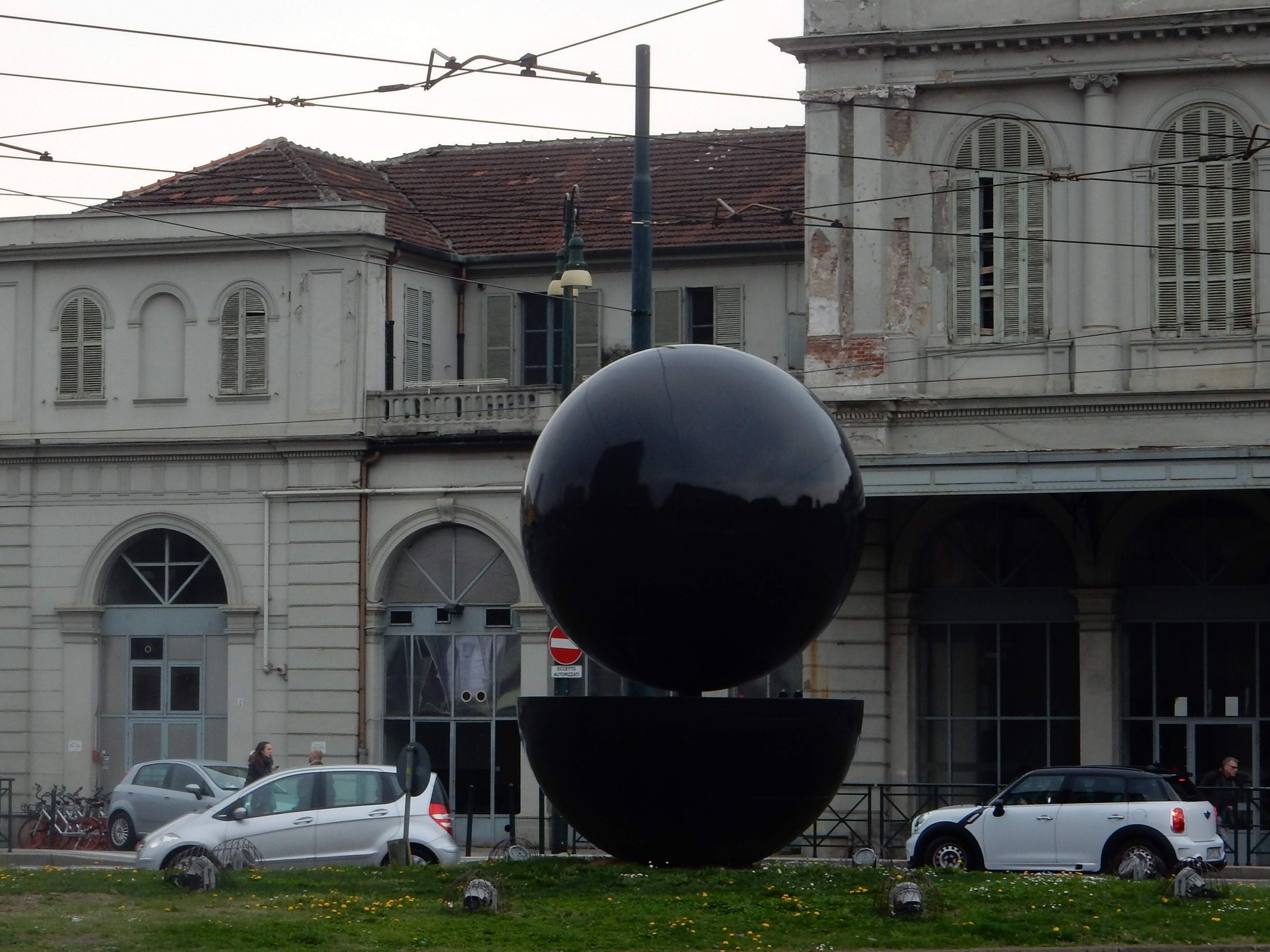
Sculpture représentant le logo de Punt et Mes

Le logo de Punt e Mes est 1 sphère sur un 1/2 sphère.

## Histoire
Les premières mention dans la presse américaines datent de 1896. Les premières publicités en Italie datent de 1916 ( La Stampa)
Depuis 2007, l'ancienne fabrique de vermouth Carpano Punt e Mes, Lingotto,Turin, est devenue le magasin Eataly.

## Composition
Punt e Mes est un vin blanc neutre aromatisé par l’infusion d’une quarantaine de plantes et épices dont:
- Écorces d’orange amère et peaux d’agrumes,
- Écorces de quinquina, Racines de gentiane et d'angélique,
- Écorces de gentiane et d’orpin,
- Cannelle, girofle, muscade,
- Colorant : caramel naturel[7].

L'amertume est sensible, en quoi il est proche des amers. La saveur est qualifiée de «forte et distinctive» à mi chemin entre un vermouth rouge et le Campari.

## Service
Le vermouth est d'une couleur oranger foncé, avec un nez nettement marqué par la bigarade, le note de gentiane est sensible. on le sert 
- pur, glacé avec un zeste d’orange, en apéritif[10], le zeste ou le jus de grapefruit (C. paradis) convient également[8],
- en long drink Punt e Mes - soda (allongé de soda froid)[11],
- dans les cocktails[7]. Louis René Dauven et al. le classent comme agent correcteur de l'alcool de base dans les cocktails dans la catégorie Bitter (aux côté du Campari), différent des amers (Fernet-Branca, Picon), distinct des vins aromatiques (Vermouth, Dubonnet, Byrrh)[12].
- Adam McDowell préetnd qu'il est «si sirupeux et amer qu'il peut facilement servir de digestif pur et frais ou avec une petite quantité de glace»[13].

### voir aussi
- bigarade,